# Jaera serica
Jaera serica är en fjärilsart som beskrevs av John Obadiah Westwood 1851. Jaera serica ingår i släktet Jaera och familjen juvelvingar. Inga underarter finns listade i Catalogue of Life.